# Перламутровий ґудзик
«Перламутровий ґудзик» (ісп. El botón de nácar) — чилійський документальний фільм, знятий Патрісіо Гусманом. Світова прем'єра стрічки відбулась у Головному конкурсі на Берлінському міжнародному кінофестивалі 2015, де вона отримала «Срібного ведмедя» за найкращий сценарій та приз екуменічного журі. Фільм є другою частиною диптиху Патрісіо Гусмана (першою є «Ностальгія за світлом»), в котрому режисер досліджує такі теми, як історична пам'ять та минуле. «Перламутровий ґудзик» розповідає про історію Чилі та трагічну долю корінного населення Патагонії.

## Сюжет
Марія засватана за чиновника, але заміж йти і підвищувати соціальний статус не хоче. Вона мріє втекти зі збирачем кави до США, заради чого віддає йому свою цноту. Однак в результаті залишається одна, та ще вагітна.

## Визнання
| Нагороди та номінації фільму «Перламутровий ґудзик» | Нагороди та номінації фільму «Перламутровий ґудзик» | Нагороди та номінації фільму «Перламутровий ґудзик» | Нагороди та номінації фільму «Перламутровий ґудзик» | Нагороди та номінації фільму «Перламутровий ґудзик» | Нагороди та номінації фільму «Перламутровий ґудзик» |
| Рік                                                 | Нагорода                                            | Категорія                                           | Номінант                                            | Результат                                           |                                                     |
| --------------------------------------------------- | --------------------------------------------------- | --------------------------------------------------- | --------------------------------------------------- | --------------------------------------------------- | --------------------------------------------------- |
| 2015                                                | Берлінський кінофестиваль 2015                      | «Золотий ведмідь» за найкращий фільм                | «Перламутровий ґудзик»                              | Номінація                                           |                                                     |
| 2015                                                | Берлінський кінофестиваль 2015                      | «Срібний ведмідь» за найкращий сценарій             | Патрісіо Гусман                                     | Перемога                                            |                                                     |
| 2015                                                | Берлінський кінофестиваль 2015                      | Приз екуменічного журі                              | «Перламутровий ґудзик»                              | Перемога                                            |                                                     |
| 2015                                                | Єрусалимський міжнародний кінофестиваль 2015        | Нагорода «За жагу до свободи»                       | «Перламутровий ґудзик»                              | Перемога                                            |                                                     |
| 2015                                                | Кінофестиваль Biografilm 2015                       | Приз глядацькох аудиторії                           | «Перламутровий ґудзик»                              | Перемога                                            |                                                     |
| 2015                                                | Кінофестиваль Biografilm 2015                       | Нагорода Unipol за найкращий фільм                  | Патрісіо Гусман                                     | Перемога                                            |                                                     |
| 2015                                                | Кінофестиваль Biografilm 2015                       | Нагорода Unipol за найкращий фільм                  | «Перламутровий ґудзик»                              | Перемога                                            |                                                     |